# Louis-François de Rohan-Chabot
Pour les articles homonymes, voir Cardinal de Rohan.
Pour les autres membres de la famille, voir Maison de Rohan.
Louis-François-Auguste de Rohan-Chabot (Paris, 29 février 1788 - Chenecey, 8 février 1833), comte de Chabot, prince de Léon, 8e duc de Rohan (1817) et comte de Porhoët est un gentilhomme et ecclésiastique français. Une fois veuf, il devient prêtre puis archevêque d'Auch, puis archevêque de Besançon et cardinal.

## Biographie

### Enfance
Fils aîné d'Alexandre-Louis-Auguste de Rohan-Chabot, septième duc de Rohan, et d'Anne-Louise-Élisabeth de Montmorency, il naît à Paris le 29 février 1788. 
En 1789, à la suite de la Révolution française, sa famille émigre à l'étranger. Il est élevé par un oratorien réfractaire puis par un ancien régent de collège.
Il est âgé de 12 ans en 1800 lorsque sa famille revient à Paris, alors que le premier consul de France Napoléon Bonaparte prend le pouvoir (avant de se faire sacrer Empereur en 1804).
En 1807, son grand-père le duc Louis-Antoine de Rohan-Chabot meurt ; son père devient alors duc de Rohan et lui prince de Léon.

### Mariage
Âgé de 20 ans, il épouse à Paris le 2 mai 1808 Marie-Georgine-Armandine de Sérent, âgée de 17 ans (Paris, 2 août 1790 - Paris, 10 janvier 1815), fille du comte Armand-Sigismond de Sérent et de Charlotte Ferdinande de Choiseul. 
Il côtoie l'écrivain François-René de Chateaubriand qui lui disait souvent, en admiration devant la pureté de ses mœurs : « Venez, Chabot, que je vous corrompe[réf. nécessaire]. »
En 1809, il est nommé chambellan de Napoléon jusqu'à la chute de ce dernier en 1814. Par décret impérial du 15 août 1810, Napoléon le fait comte de l'Empire.
En 1812, il ne craint pas d'aller demander sa bénédiction au pape Pie VII, lorsque celui-ci est retenu par le régime impérial au château de Fontainebleau. Il ne craint pas de visiter aussi Jules de Polignac, lorsque celui-ci est détenu au château de Vincennes.

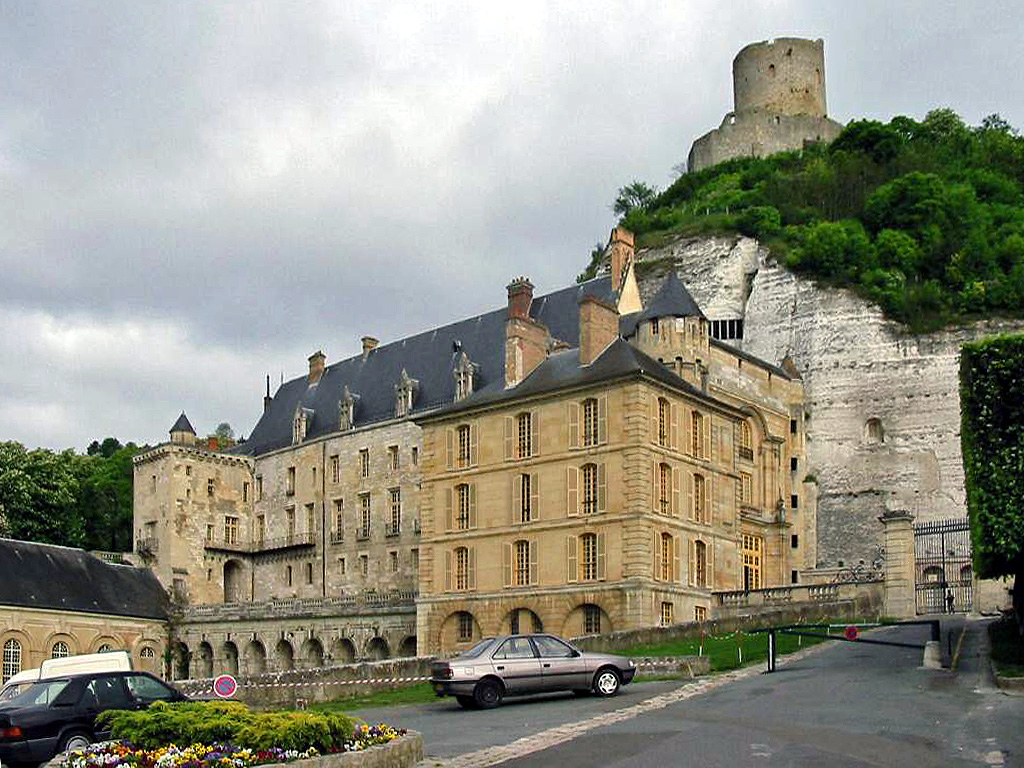
Le château familial de la Roche-Guyon dans le Val-d'Oise.

Au début de 1815, la princesse de Léon meurt dans des circonstances dramatiques : 

« Le 9 janvier 1815, vers cinq heures du soir, la princesse mettait la dernière main à sa toilette pour se rendre à un dîner chez le duc d'Orléans, et de là, à un bal donné par le comte Apponyi, ambassadeur d'Autriche. Elle s'approcha de la cheminée, le feu prît aux dentelles de sa robe ; à ses cris. Mme de Sérent, sa mère, accourut ; les flammes s'élevaient à trois mètres au-dessus de sa tête. On appela le prince qui venait de la quitter ; il la trouva assise dans un fauteuil ; tous ses vêtements étaient consumés, et son corps n'était qu'une plaie. 
La nuit fut horrible, la malheureuse princesse fit preuve d'un courage admirable, et conserva jusqu'à la fin toute sa connaissance sans que sa résignation faiblît. Elle demanda à son mari de ne pas la quitter et elle expirait le lendemain, à huit heures du matin. »

— Baille, Le Cardinal de Rohan-Chabot
 Sur son tombeau, dans l'église de La Roche-Guyon, est gravée l'épitaphe suivante  : 

« Ici repose la dépouille mortelle d'Armandine-Marie-Georgine de Sérent, princesse de Léon, enlevée par les flammes à deux familles, dont elle était le lien et le charme, par la perfection de son caractère ; à la société, dont elle était l'ornement et l'exemple par son esprit et ses vertus ; à la religion qu'elle faisait aimer par sa charité, sa douceur et sa bonté ; aux malheureux, dont elle était l'appui et plus encore la consolation.
Elle expira. après quinze heures de souffrances supportées avec une héroïque et chrétienne résignation, le 10 janvier 1815, âgée de vingt-quatre ans.
Dernière de son nom, ayant perdu son père et son oncle victimes de leur dévouement à leur patrie et à leur roi.
Priez pour son âme ! »

Pendant les Cent-Jours, il suit le duc d'Angoulême dans le midi de la France, puis en Espagne. À la Restauration, il est officier dans les compagnies rouges de la Maison du roi.

### Entrée dans les ordres
En février 1816, le jeune veuf perd son père ; il devient le 8e duc de Rohan et pair de France héréditaire. Toujours profondément religieux, il décide alors d’entrer dans les ordres, plutôt que de se remarier. 
À partir de 1819, il étudie au séminaire Saint Sulpice de Paris pendant trois ans, période pendant laquelle il fait la connaissance de l'écrivain Victor Hugo. Ce dernier se rend sur invitation, un jour, à son château de La Roche-Guyon et s'enfuit au bout de deux jours, terrifié par l'étiquette qui règne aussi bien dans la chapelle du château que dans la salle à manger. Mais il donne l'abbé Jean-Marie de La Mennais pour confesseur à Victor Hugo.
Il invite également dans son château familial le poète, écrivain, historien, et homme politique Alphonse de Lamartine qui écrit une de ses Méditations poétiques : La Semaine sainte à la Roche-Guyon.
Il reçoit également souvent un jeune prêtre dont il devient le mentor : le futur journaliste, prélat et homme politique Félix Dupanloup, ainsi que Charles de Montalembert et d'autres ecclésiastiques ou intellectuels catholiques, dont le château de La Roche-Guyon est, à cette époque, le point de ralliement.
De 1816 à 1819, il fait réaménager et agrandir la chapelle souterraine du château de La Roche-Guyon.

### Prêtre et évêque
Le 1er juin 1822, après avoir étudié au séminaire Saint-Sulpice, il est ordonné prêtre à Notre-Dame de Paris en même temps qu'Antoine de Salinis et Césaire Mathieu. L'abbé de Rohan-Chabot est aussitôt nommé chanoine de la cathédrale et vicaire général du diocèse de Paris.
Le 27 avril 1828 il est nommé archevêque d'Auch et confirmé le 23 juin, mais il est transféré à Besançon en Franche-Comté avant d'avoir pris possession de ce diocèse (De Salinis et Mathieu deviendront aux aussi respectivement archevêques d'Auch et de Besançon). 
Le 6 juin 1829 il est confirmé archevêque de Besançon le 15 décembre, sacré le 18 janvier à Notre-Dame de Paris et installé le 5 février.   
Le 31 juillet 1829, il vend son château de La Roche-Guyon à son cousin le duc François XIII de La Rochefoucauld, dont les descendants en sont encore propriétaires.  
Il mécontente les séminaristes par des réformes intempestives, ne manque pas de choquer les libéraux par son intransigeance ultramontaine et même le clergé, qui est encore acquis, quoique de moins en moins, aux thèses gallicanes[réf. nécessaire], thèses qui recevront le coup de grâce en 1869 lors du concile Vatican I, consacrant définitivement la position ultramontaine et la suprématie immédiate de Rome dans le gouvernement de l'Église universelle.

### Cardinal
Le 5 juillet 1830, avec l'appui de son ami Jules de Polignac, alors premier ministre de Charles X, il est créé cardinal par le pape Pie VIII. À la suite de la révolution de Juillet 1830, le roi Charles X doit quitter la France et le cardinal se réfugie en Belgique, puis en Suisse. Refusant de prêter serment à Louis-Philippe, il cesse de siéger à la chambre des pairs. 
À la mort du pape Pie VIII, le 30 novembre 1830, il participe à Rome, au conclave de 1830-1831 qui élit le nouveau pape, Grégoire XVI. 
Le 28 février 1831, le pape Grégoire XVI le nomme au titre de cardinal-prêtre de la Trinité-des-Monts. Il réside à Rome durant toute l'année 1831, mais réintègre son archevêché de Besançon le 24 mai 1832, après avoir appris qu'une épidémie de choléra se répand en France. Il se dévoue alors aux fidèles de son diocèse.
Le 8 février 1833, le cardinal de Rohan-Chabot meurt à Chenecey, à l'âge de 44 ans, de cette épidémie de choléra.  
Il est inhumé dans la cathédrale Saint-Jean de Besançon, où son monument funéraire, sculpté par Auguste Clésinger, toujours visible, le représente priant.  Conformément à ses dernières volontés, sa dépouille est répartie entre quatre lieux. Selon Lionel Estavoyer : son corps repose dans la crypte des archevêques de la cathédrale de Besançon, sa langue et ses yeux dans un coffret de la même cathédrale , ses entrailles au grand séminaire rue Mégevand et son cœur à Rome.  
Son frère, Fernand de Rohan-Chabot (1789-1869), hérite de tous ses titres de noblesse et lui succède comme neuvième duc de Rohan.

## Armoiries
Écartelé : de gueules à neuf macles d'or, posées 3, 3, 3 (qui est de Rohan), et d'or à trois chabots de gueules, 2 et 1 (qui est de Chabot).

Le prélat mettait souvent ses armes sur un écu écartelé de Navarre, d'Écosse, de Bretagne et de gueules au lion d'argent.